# دوار الشمس الدرني
دوار الشمس الدرني أو الطَّرطوفة أو القُلقاس الروميّ أو حَرْشَف القدس أو طرطوف الأرض هو نوع نباتي يتبع جنس دوار الشمس من الفصيلة النجمية.

## البيئة والانتشار
موطنه النصف الشرقي للولايات المتحدة ولكنه انتشر أيضًا في غرب أوروبا ومناطق من آسيا وأستراليا.

## الوصف النباتي
نبات عشبي معمر ينتج درنات تخزينية تحت الأرض تشبه البطاطا. الأوراق السفلية متقابلة تصبح متناوبة في أعلى الساق.

## الاستخدامات
تحتوي درنات النبات على عديد السكاريد الإينولين الذي يمكن استعماله لمرضى السكري ويمكن استخدامه لإنتاج الإيثانول.